# شور درق أني
شور درق أني (بالإنجليزية: Shur Daraq-e Ani)‏ هي منطقة سكنية تقع في قسم اجارود الشمالي الريفي في إيران.